# Clematis rubifolia
Clematis rubifolia är en ranunkelväxtart som beskrevs av Charles Henry Wright. Clematis rubifolia ingår i släktet klematisar, och familjen ranunkelväxter. Inga underarter finns listade i Catalogue of Life.